# Filinna
Filinna (in greco antico: Φίλιννα?, Phìlinna; Larissa, ... – ...; fl. IV secolo a.C.) è stata una principessa greca antica, quinta moglie del re di Macedonia Filippo II.

## Biografia
Secondo la testimonianza di Ateneo, che a sua volta cita Satiro di Callati, Filinna era originaria di Larissa, in Tessaglia. È probabile, come lascia intendere Ateneo, che il matrimonio con Filippo II fosse motivato da un'alleanza dinastica, come avvenne per altre consorti: Nicesipoli, anch'essa tessala ed associata dallo storico di Naucrati alla stessa Filinna; Audata, principessa Illira; Fila, figlia del re di Elimea; Meda di Odessa, principessa tracia ed Olimpiade, figlia del re dell'Epiro.
Ateneo riporta il nome di Filinna al quarto posto nella lista delle mogli del re di Macedonia, successivamente a quello di Nicesipoli e prima di quello di Olimpiade anche se sappiamo che il matrimonio con quest'ultima avvenne prima di quello con Filinna.
Le nozze tra il re di Macedonia e Filinna avvennero probabilmente tra il 358 ed il 357 a.C. Da lei Filippo II ebbe il figlio Filippo III Arrideo, successore del fratellastro Alessandro Magno sul trono di Macedonia assieme al figlio di quest'ultimo, Alessandro IV. Dato che Alessandro Magno, figlio di Filippo II e di Olimpiade, nacque nel 356 a.C., possiamo dedurre che Filippo III ed Alessandro Magno fossero praticamente coetanei, anche se non è certo quale dei due fratellastri fosse il maggiore.
Plutarco testimonia invece che Filinna era una donna di origini oscure, mentre Giustino riporta che era una ballerina (in latino, saltatrix) e addirittura insinua che fosse una prostituta (in latino, scortum). Inoltre, Ateneo riporta un frammento di Tolomeo di Agesarco, che confermerebbe la sua professione di ballerina, e che si trattasse di un'amante, e non una moglie, del re macedone.
Gli storici moderni sono però orientati a considerare che le illazioni su Filina siano dovute ad una propaganda volta a screditarne il figlio Filippo III Arrideo, nel tentativo di evidenziare la sua illegittimità a sedere sul trono macedone. È invece probabile che si trattasse di una nobildonna tessala, come sembra evidenziare Ateneo, quando associa i matrimoni con Filinna e Nicesipoli all'alleanza con la Tessaglia.
Le fonti antiche non riportano altre notizie su Filinna, se non la probabile menzione di Plutarco che testimonia quanto Olimpiade, la moglie preferita da Filippo (almeno fino al matrimonio con Cleopatra Euridice), fosse gelosa della moglie tessala, anche se non sappiamo con certezza se lo storico di Cheronea si riferisse a Filinna (com'è più probabile visto che aveva un figlio maschio, coetaneo di Alessandro e suo potenziale rivale nella successione al trono) o a Nicesipoli.